# 多萝西·韦斯特

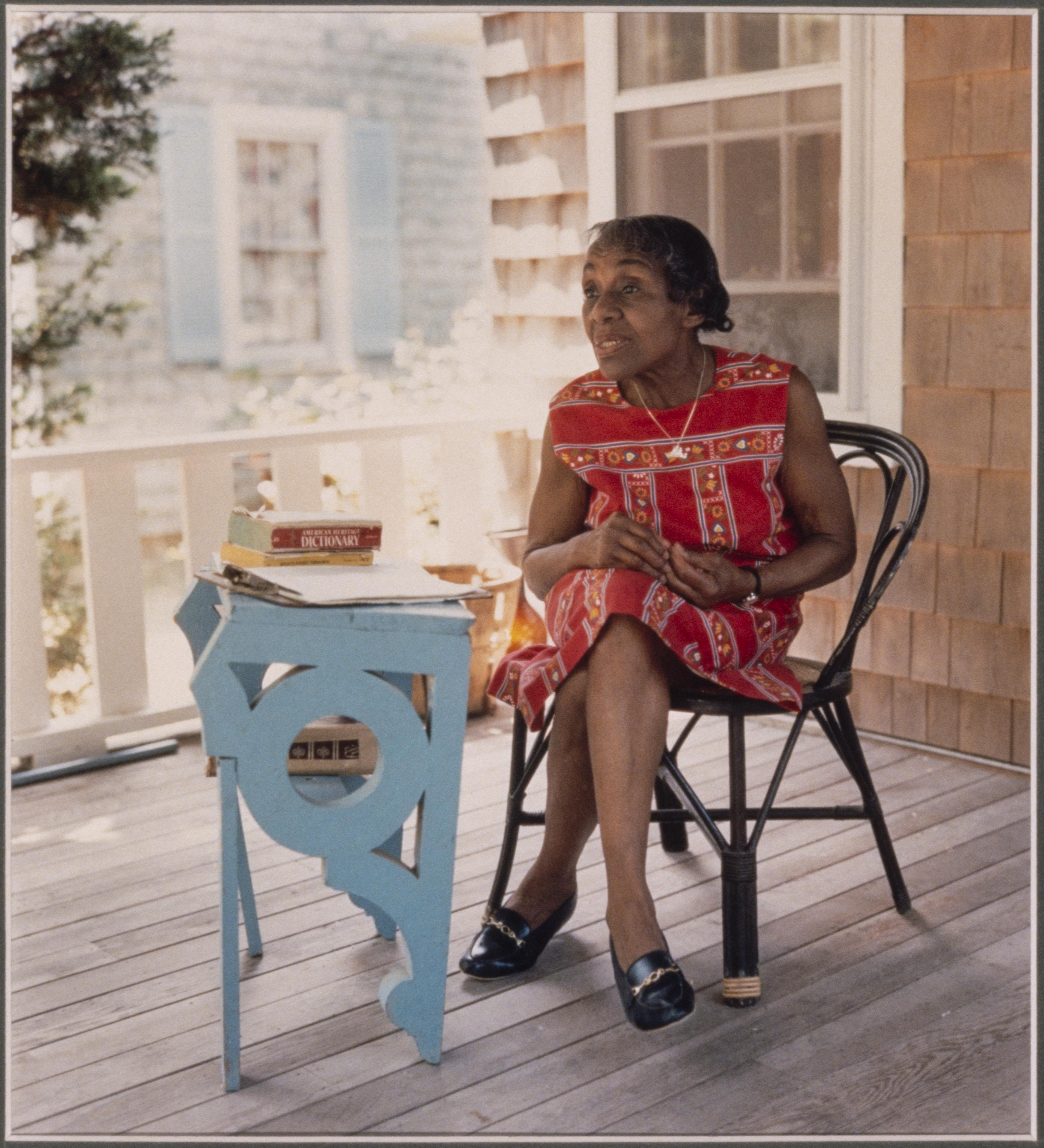
多萝西·韦斯特

多萝西·韦斯特（1907年6月2日 - 1998年8月16日）是一位美国哈莱姆文艺复兴時期的小说家、短篇小说作家和杂志编辑。韦斯特在小說中提到了一个上层黑人家庭的生活以及他们為了提升自己的社會地位而做出的種種努力。康提·库伦曾向多萝西·韦斯特求婚，而多萝西·韦斯特又曾經向兰斯顿·休斯求婚，但他們最終都沒有成婚。